# Casa Pia Atlético Clube 2021-2022
Questa voce raccoglie le informazioni riguardanti il Casa Pia Atlético Clube nelle competizioni ufficiali della stagione 2021-2022.

## Rosa
Aggiornata al 13 febbraio 2022.
| N. |                          | Ruolo | Calciatore                 |
| -- | ------------------------ | ----- | -------------------------- |
| 1  | Brasile (bandiera)       | P     | João Victor                |
| 5  | Portogallo (bandiera)    | D     | Leonardo Lelo              |
| 6  | Brasile (bandiera)       | D     | Derick Poloni              |
| 7  | Brasile (bandiera)       | A     | Lucas Rodrigues da Silva   |
| 8  | Brasile (bandiera)       | C     | Neto                       |
| 9  | Colombia (bandiera)      | A     | Camilo Triana              |
| 10 | Guinea-Bissau (bandiera) | C     | Zidane Banjaqui            |
| 11 | Portogallo (bandiera)    | A     | Jota Silva                 |
| 12 | Brasile (bandiera)       | D     | Rodrigo Galo               |
| 13 | Portogallo (bandiera)    | D     | Vasco Fernandes (capitano) |
| 14 | Haiti (bandiera)         | A     | Carnejy Antoine            |
| 16 | Capo Verde (bandiera)    | C     | Cuca                       |
| 17 | Nigeria (bandiera)       | D     | Kelechi John               |
| 18 | Portogallo (bandiera)    | C     | Vitó                       |

| N. |                                 | Ruolo | Calciatore                 |
| -- | ------------------------------- | ----- | -------------------------- |
| 19 | Bosnia ed Erzegovina (bandiera) | C     | Nermin Zolotić             |
| 21 | São Tomé e Príncipe (bandiera)  | D     | Rogério Fernandes          |
| 22 | Malta (bandiera)                | D     | Zach Muscat                |
| 27 | Portogallo (bandiera)           | C     | Afonso Taira               |
| 29 | Portogallo (bandiera)           | A     | João Vieira                |
| 33 | Angola (bandiera)               | P     | Ricardo Batista            |
| 39 | Albania (bandiera)              | C     | Kleis Bozhanaj             |
| 40 | São Tomé e Príncipe (bandiera)  | D     | Ricardo Fernandes          |
| 42 | Brasile (bandiera)              | A     | Lucas Soares               |
| 55 | Capo Verde (bandiera)           | C     | Nuno Borges                |
| 68 | Brasile (bandiera)              | P     | Lucas Paes                 |
| 77 | Portogallo (bandiera)           | A     | Leandro Sanca              |
| 91 | Brasile (bandiera)              | D     | Hebert Medeiros dos Santos |
| 97 | Nigeria (bandiera)              | A     | Saviour Godwin             |